# يان جيبسون (لاعب كريكت)
يان جيبسون (15 أغسطس 1936 في المملكة المتحدة - 3 مايو 1963 في المملكة المتحدة) (بالإنجليزية: Ian Gibson)‏ هو لاعب كريكت بريطاني. لعب مع نادي مقاطعة ديربيشاير للكريكت ‏ ونادي مارليبون للكريكت ‏ ونادي الكريكت في جامعة أكسفورد ‏.